# Comuna de Tarnów Opolski
Tarnów Opolski (em alemão: Gemeinde Tarnau; anteriormente comuna de Tarnów) é uma comuna rural na voivodia de Opole, no condado de Opole. Nos anos de 1975–1998, a comuna fazia parte administrativamente da antiga voivodia de Opole. Em 2007, a língua alemã foi introduzida na comuna como língua auxiliar.
A sede da comuna é Tarnów Opolski.

## Localização
A comuna de Tarnów Opolski fica em uma planície arenosa no sudoeste da Polônia, na margem direita do rio Óder, a 19 km de Opole, na fronteira entre o planalto da Silésia-Cracóvia e as planícies da Silésia. A parte oriental da comuna é a mesorregião da planície de Opole, e uma faixa estreita ao longo do rio Óder, na parte ocidental, é a mesorregião do vale proglacial do Óder. Por sua vez, a parte da comuna localizada ao sul de Kosorowice e Tarnów Opolski constitui um fragmento do Maciço de Chełm.
A comuna está localizada administrativamente na parte central da voivodia de Opole, no condado de Opole. Sua área é de 81,8 km², o que a coloca, em termos de área, na 25.ª posição no grupo de comunas rurais.

## Transporte
A localização de transporte da comuna na região é muito favorável. A maioria das rotas de transporte local também faz parte do sistema de rede supra-local. A estrada nacional n.º 94, que leva às fronteiras da Alemanha e da Ucrânia, e a estrada da voivodia n.º 423, em Przywory, de Opole a Kędzierzyn-Koźle, passam pela comuna. Além disso, 35,81 km de estradas distritais e 78,835 km de estradas municipais atravessam a comuna. Duas linhas ferroviárias, de via dupla, eletrificadas, atravessam a comuna: Breslávia — Bytom e Opole — Kędzierzyn-Koźle.

## Estrutura da área
Segundo dados de 2023, a comuna de Tarnów Opolski tem uma área de 81,8 km², incluindo:
- Terras agrícolas: 47%
- Área florestal: 44%

## Demografia
Dados em 31 de dezembro de 2023:
| Descrição                         | Total     | Total  | Mulheres  | Mulheres | Homens    | Homens |
| --------------------------------- | --------- | ------ | --------- | -------- | --------- | ------ |
| unidade                           | habitante | %      | habitante | %        | habitante | %      |
| população                         | 9 397     | 100    | 4 861     | 52       | 4 536     | 48     |
| densidade populacional (hab./km²) | 114,88    | 114,88 | 59,43     | 59,43    | 55,45     | 55,45  |

## Economia
A principal atividade na comuna é a indústria e a agricultura. Aproximadamente 490 empresas operam na esfera de serviços de construção, transporte, comércio, mecânica de veículos, processamento, serralheria, sapataria, cabeleireiro, alfaiataria e reparos, entre outros.
Os recursos naturais da comuna (pedra de cal e cascalho) determinaram o estabelecimento de uma moderna fábrica LHOIST “OPOLWAP S.A.” que produz cal e material para construção de estradas. Desde 2011, a Fábrica de Cal Lhoist S.A.) com base em uma grande pedreira, que extrai calcário do Triássico Médio (Formação Karchowice), no qual ocorrem alguns dos primeiros corais hexagonais do mundo.
Adicionalmente, as seguintes empresas devem ser destacadas: “Polbau” Opole em Przywory, Przedsiębiorstwo “Labtar” em Tarnów Opolski, Zakład Produkcyjno Usługowy "Gebauer" em Tarnów Opolski, “Przedsiębiorstwo Mechanizacji Rolnictwa em Przywory, Rzeznictwo” - Krasowski em Walidrogy e MROCZEK -Zakład Przetwórstwa Mięsnego Rzeźnictwa-Wędliniarstwo em Tarnów Opolski, Przedsiębiorstwo Handlowe - "Tomiczek" - Tarnów Opolski. Na comuna, foram registradas 490 entidades econômicas privadas, das quais uma empresa emprega mais de cem funcionários.

## Educação
Na comuna há:
- 1 berçário:
  - Jardim de infância particular “Szkrabuś” em Kosorowice[7]
- 4 jardins de infância:
  - Jardim de infância público com aulas de integração, Beato Edmundo Bojanowski em Tarnów Opolski
  - Jardim de infância público em Kosorowice
  - Jardim de infância público em Przywory
  - Complexo de escolas e jardins de infância da Associação Pro liberis Silesiae jardim de infância em Raszowa
- 4 escolas primárias:
  - Escola primária pública em Tarnów Opolski
  - Escola primária pública em Tarnów Opolski (subsidiária em Nakło)
  - Escola primária pública em Kąty Opolskie (escola primária em Kąty Opolskie)
  - Complexo de escolas e jardins de infância da Associação Pro liberis Silesiae escola primária em Raszowa[8]

## Cultura
A instituição central do governo local para a disseminação da cultura na comuna de Tarnów Opolski é o Centro Cultural Comunal de Tarnów Opolski. Além dele, o Centro Cultural Comunal de Tarnów Opolski gerencia mais 7 centros culturais locais que operam em cada vilarejo da comuna de Tarnów Opolski.
Há 8 centros culturais no âmbito das atividades culturais:
- Centro Cultural Comunal em Tarnów Opolski
- Centro Cultural Local em Przywory
- Centro Cultural Local em Kąty Opolskie
- Centro Cultural Local em Kosorowice
- Centro Cultural Local em Miedziana
- Centro Cultural Local em Raszowa
- Centro Cultural Local em Walidrogy
- Centro Cultural Local em Nakło

O resultado de muitos anos de trabalho dessas instituições é a publicação regular do jornal regional “Notícias da Comuna Tarnów Opolski”, bem como de vários grupos de dança, que dão muita alegria aos habitantes da comuna quando os assistem em festivais e eventos locais.

### Eventos culturais periódicos
|     | Nome do evento                                                | Data do evento                                             | Local do evento |
| --- | ------------------------------------------------------------- | ---------------------------------------------------------- | --- |
| 1.  | Conduzir um urso                                              | Sábado no final de janeiro ou sábado em fevereiro          | Toda a comuna de Tarnów Opolski |
| 2.  | Babski comber (evento somente para mulheres)                  | Janeiro ou fevereiro                                       | O local é definido antes do evento |
| 3.  | Quarta-feira Santa                                            | Quarta-feira Santa na tradição da Silésia é a Środa Żurowa | Praça “Wierzbowy Zakątek” em Tarnów Opolski e em outras localidades |
| 4.  | Feira de Páscoa                                               | Começando por volta do Domingo de Ramos                    | Praça principal ao lado da igreja de São Martinho, o Bispo, em Tarnów Opolski e em outras localidades                                                                        |
| 5.  | Coelhinho da Páscoa (evento somente para crianças)            | Sábado Santo (após a última bênção dos alimentos)          | Praça “Wierzbowy Zakątek” em Tarnów Opolski |
| 6.  | Marcha para o “Poço do Sacerdote” (evento cristão)            | Antes do último domingo de maio                            | O local inicial do evento é a igreja de São Martinho, o Bispo, em Tarnów Opolski. O evento termina na floresta, em um local chamado “Księży Dołem”, próximo a Tarnów Opolski |
| 7.  | Dia das Crianças (evento somente para crianças)               | Início de junho                                            | Início de junho local a ser determinado antes da data do evento |
| 8.  | Torneio de cavaleiros (Organizado pela associação Niepokorni) | Período de férias                                          | Walidrogi — Torneio de cavaleiros |
| 9.  | Festival de ervas e flores                                    | 15 de agosto                                               | Praça principal ao lado da igreja de São Martinho, o Bispo, em Tarnów Opolski                                                                                                |
| 10. | Festival da Colheita                                          | Segunda quinzena de setembro                               | Local a ser determinado antes da data do evento |
| 11. | Oktoberfest                                                   | Final de setembro ou outubro                               | Local a ser determinado antes da data do evento |
| 12. | Dia de São Martinho (evento cristão)                          | 11 de novembro                                             | Praça principal ao lado da igreja de São Martinho, o Bispo, em Tarnów Opolski                                                                                                |
| 13. | Mercado de Natal (evento cristão)                             | Durante o Advento, em dezembro. Antes do Natal             | O local é decidido antes da data do evento |

## Eventos esportivos regulares
|    | Nome do evento                     | Data do evento                      | Local do evento |
| -- | ---------------------------------- | ----------------------------------- | --- |
| 1. | Floresta Draka — Corrida esportiva | Antes do último domingo de novembro | O ponto de partida é o estádio esportivo Józef Zwierzyna em Tarnów Opolski, seguido de uma corrida ao longo da trilha da Floresta Draka em Tarnów Opolski |

## Lista de organizações não governamentais

### Organizações não governamentais
Organizações educacionais
- Associação “Pro liberis Silesiae”[11]

Organizações socioculturais
- Associação “Flos”[12]

Organizações de combate aos cavaleiros
- Associação “Niepokorni”[13]

Organizações de natação de inverno
- Clube Morsy Kosorowice[14]

Organizações de pesca
- PZW - Tarnów Opolski[15]

Organizações esportivas
- Associação Comunal LZS em Tarnów Opolski
- Clube de caratê Kyokushin TORII[16]
- Tarnów Opolski biega!!, grupo de corrida[17]
- Bieg Tarnowski Leśna Draka, grupo de corrida pela floresta de Tarnów[18]
- Clube esportivo GKS Piomar[19]

Organizações cristãs
- Associação “Martinus”[20]
- Posto de atendimento da Caritas da Diocese de Opole, Kąty Opolskie

Organizações de minorias nacionais
- Associação sociocultural de alemães em Opole Silésia[21]

Organizações de desenvolvimento local
- Associação sociocultural para o desenvolvimento da vila de Kąty Opolskie
- Associação “Nasze Przywory”[22]

Organizações de mulheres
- Círculo de donas de casa rurais “Mulheres ativas de Tarnów”[23]
- Círculo de donas de casa rurais “Syrońskie Dziołchy”[24]

Organizações de dança
- Associação Cultural “Kaleidoscope”[25]

Organizações de salvamento
- Fundação de Cães de Salvamento de Opole OPOLSAR[26]

Organizações de apoio a idosos
- Fundação Outono Ensolarado[27]

Organizações de apoio a pessoas com deficiências
- Associação de Pais e Amigos de Crianças, Jovens e Portadores de Deficiência
- Fundação WTZ Tarnów Opolski DOM[28]

## Diretório de vilas e aldeias comunais
|    | Localidade     | Afiliação à vila | Nome adicional alemão da localidade |
| -- | -------------- | ---------------- | ----------------------------------- |
| 1. | Kąty Opolskie  | Kąty Opolskie    | Konty Oppeln                        |
| 2. | Kosorowice     | Kosorowice       | Kossorowitz                         |
| 3. | Miedziana      | Miedziana        | Kupferberg                          |
| 4. | Nakło          | Nakło            | Nakel                               |
| 5. | Przywory       | Przywory         | Przywor                             |
| 6. | Raszowa        | Raszowa          | Raschau                             |
| 7. | Tarnów Opolski | Tarnów Opolski   | Tarnau Oppeln                       |
| 8. | Walidrogi      | Walidrogi        | Schulenburg                         |

## Comunas vizinhas
|    | Comuna       |
| -- | ------------ |
| 1. | Chrząstowice |
| 2. | Gogolin      |
| 3. | Izbicko      |
| 4. | Opole        |
| 5. | Prószków     |